# 5 Armia Uderzeniowa

Feldmarszałek Wilhelm Keitel podpisuje akt bezwarunkowej kapitulacji armii niemieckiej w kwaterze głównej 5 Armii Uderzeniowej mieszczącej się w Karlshorst w Berlinie.

5 Armia Uderzeniowa (ros. 5-я ударная армия) – związek operacyjny Armii Czerwonej.

## Historia
5 AU powstała 9 grudnia 1942 roku poprzez przemianowanie 10 Armii rezerwowej. Weszła w skład 1 Frontu Białoruskiego.
Jej dowódcami byli generałowie: Markian Popow, Wiaczesław Cwietajew, Nikołaj Bierzarin i Aleksandr Gorbatow.
5 AU brała udział m.in. w uderzeniu nad Miusem w lipcu 1943 oraz operacji jassko-kiszyniowskiej, operacji wiślańsko-odrzańskiej i bitwie o Berlin. Żołnierze z 248 Dywizji Piechoty i 301 Dywizji Piechoty z 5 Armii Uderzeniowej uczestniczyli w ataku na Kancelarię Rzeszy. Po zakończeniu walk, czerwoną flagę na gmachu zatknęła mjr Anna Nikulina, pełniąca funkcję oficera politycznego 9 Korpusu Armijnego.

## Dowódcy armii
- gen. lejtn. Nikołaj Bierzarin

## Struktura organizacyjna
Skład 16 kwietnia 1945:
- 9 Korpus Strzelecki
- 26 Gwardyjski Korpus Strzelecki
- 32 Korpus Strzelecki